# Theodor Geiger
 For alternative betydninger, se Geiger. (Se også artikler, som begynder med Geiger)
Theodor Julius Geiger (født 9. november 1891 i München, død 16. juni 1952 på skibet Waterman) var en dansk sociolog af tysk oprindelse.

## Livsbane
Han studerede rets- og statsvidenskab i München og Würzburg, men studiet blev afbrudt af 1. verdenskrig. Efter 4 års militærtjeneste under krigen, hvor han blandt andet som ordonnans foretog rejser til hest gennem store dele af Rusland, blev han Dr.jur. i 1918. Derefter havde han ansættelse i de statistiske departementer i München og Berlin. 1924—1928 var han forstander for Berlins Arbejderhøjskole. I 1928 blev han professor i sociologi ved den tekniske læreanstalt i Braunschweig, men blev i 1933 afskediget som nationalt upålidelig, idet han ikke ville bøje sig for det nye styre. Han kom derefter til Danmark som politisk flygtning og boede i de følgende år i København. Fra 1934-1939 boede han med sin familie i et moderne Maison de Maitre på Ålekistevej 211, Vanløse, København, hvor han skrev et stort, teoretisk præget værk om sociologi. 1938 blev han Danmarks første professor i sociologi ved Aarhus Universitet, men allerede 1940 blev han af den tyske besættelsesmagt forvist til Odense og flygtede 1943 til Sverige, hvor han fortsatte sin forfattervirksomhed, indtil han 1945 vendte tilbage til sit embede i Aarhus. I de sidste år kastede han sig – trods en svær sygdomsperiode – med uformindsket energi ind i en række omfattende, erfaringsmæssige undersøgelser, navnlig studier over de danske åndsarbejderes sociale og lokale oprindelse og en stor lytterundersøgelse. Desuden tog han i efterkrigsårene del i det internationale sociologiske samarbejde, senest som formand for det internationale sociologiske Forskningsråd. Han døde i 1952 under hjemturen fra et forelæsningsophold i Canada og USA.
Theodor Geiger var med til at grundlægge tidsskriftet Acta Sociologica, og International Sociological Association.

## Forfatterskab
Theodor Geiger havde et omfattende forfatterskab omfattende blandt andet:
- »Die Masse und ihre Aktion« (1926),
- »Die soziale Schichtung des deutschen Volkes« (1932),
- »Erbflege« (1934) – en dansk Udgave heraf kom samme år med titlen »Samfund og Arvelighed«,
- »Sociologi — Grundrids og Hovedproblemer« (1939),
- »Kritik af Reklamen« (1943),
- »Intelligensen« (1944),
- »Debat med Uppsala om Moral og Ret« (1946),
- »Den danske Intelligens. 1500—1900« (1949),
- »De danske Studenters sociale Oprindelse« (1950),
- »Soziale Umschichtung in einer dånischen Mittelstadt« (1951).

Desuden deltog han i ulige samfundsdebatter, blandt andet om demokrati og om byplanlægning.